# The Who Tour 1996–1997
The Who Tour 1996–1997 fue una gira mundial de conciertos por parte de la banda británica The Who.

## Lista de canciones interpretadas
1. "I Am the Sea"
2. "The Real Me"
3. "Quadrophenia"
4. "Cut My Hair"
5. "The Punk and the Godfather" (with 'The Godfather' guest)
6. "I'm One"
7. "The Dirty Jobs" (Simon Townshend on vocals)
8. "Helpless Dancer"
9. "Is It in My Head?"
10. "I've Had Enough" (with all the special guests)
11. "5.15"
12. "Sea and Sand" (with 'The Ace Face' guest)
13. "Drowned" (Townshend solo acoustic)
14. "Bell Boy" (with 'The Ace Face' guest)
15. "Doctor Jimmy"
16. "The Rock"
17. "Love, Reign o'er Me"
18. "Quadrophenia Finale" (used to introduce the characters of Jimmy, the Ace Face, and the Godfather)

## Fechas de a gira
| Fecha                       | Ciudad                        | País                        | Lugar                       |
| 1996 Prince's Trust Concert | 1996 Prince's Trust Concert   | 1996 Prince's Trust Concert | 1996 Prince's Trust Concert |
| --------------------------- | ----------------------------- | --------------------------- | --------------------------- |
| 29 de junio de 1996         | Londres                       | Inglaterra                  | Hyde Park                   |
| Norteamerican               |                               |                             |                             |
| 16 de julio de 1996         | Nueva York                    | Estados Unidos              | Madison Square Garden       |
| 17 de julio de 1996         | Nueva York                    | Estados Unidos              | Madison Square Garden       |
| 18 de julio de 1996         | Nueva York                    | Estados Unidos              | Madison Square Garden       |
| 20 de julio de 1996         | Nueva York                    | Estados Unidos              | Madison Square Garden       |
| 21 de julio de 1996         | Nueva York                    | Estados Unidos              | Madison Square Garden       |
| 22 de julio de 1996         | Nueva York                    | Estados Unidos              | Madison Square Garden       |
| Norteamérica                |                               |                             |                             |
| 13 de octubre de 1996       | Portland, Oregón              | Estados Unidos              | Rose Garden Arena           |
| 14 de octubre de 1996       | Tacoma, Washington            | Estados Unidos              | Tacoma Dome                 |
| 16 de octubre de 1996       | Vancouver, Columbia Británica | Canadá                      | General Motors Place        |
| 17 de octubre de 1996       | Vancouver, Columbia Británica | Canadá                      | General Motors Place        |
| 19 de octubre de 1996       | San José, California          | Estados Unidos              | San Jose Arena              |
| 20 de octubre de 1996       | San José, California          | Estados Unidos              | San Jose Arena              |
| 22 de octubre de 1996       | Inglewood, California         | Estados Unidos              | Great Western Forum         |
| 23 de octubre de 1996       | Phoenix, Arizona              | Estados Unidos              | America West Arena          |
| 25 de octubre de 1996       | Anaheim, California           | Estados Unidos              | Arrowhead Pond              |
| 26 de octubre de 1996       | Paradise, Nevada              | Estados Unidos              | MGM Grand Garden Arena      |
| 29 de octubre de 1996       | Denver, Colorado              | Estados Unidos              | McNichols Arena             |
| 31 de octubre de 1996       | Chicago, Illinois             | Estados Unidos              | United Center               |
| 1 de noviembre de 1996      | Chicago, Illinois             | Estados Unidos              | United Center               |
| 3 de noviembre de 1996      | Auburn Hills, Michigan        | Estados Unidos              | The Palace of Auburn Hills  |
| 4 de noviembre de 1996      | Fairborn, Ohio                | Estados Unidos              | Nutter Center               |
| 6 de noviembre de 1996      | Cleveland, Ohio               | Estados Unidos              | Gund Arena                  |
| 8 de noviembre de 1996      | Pittsburgh, Pensilvania       | Estados Unidos              | Civic Arena                 |
| 9 de noviembre de 1996      | Búfalo, Nueva York            | Estados Unidos              | Marine Midland Arena        |
| 11 de noviembre de 1996     | Landover, Maryland            | Estados Unidos              | US Air Arena                |
| 12 de noviembre de 1996     | Worcester, Massachusetts      | Estados Unidos              | The Centrum                 |
| 14 de noviembre de 1996     | Worcester, Massachusetts      | Estados Unidos              | The Centrum                 |
| 15 de noviembre de 1996     | Uniondale, Nueva York         | Estados Unidos              | Nassau Coliseum             |
| 17 de noviembre de 1996     | Filadelfia, Pensilvania       | Estados Unidos              | Core States Center          |
| 18 de noviembre de 1996     | Albany, Nueva York            | Estados Unidos              | Knickerbocker Arena         |
| 19 de noviembre de 1996     | East Rutherford, Nueva Jersey | Estados Unidos              | Continental Airlines Arena  |
| Europa                      |                               |                             |                             |
| 6 de diciembre de 1996      | Londres                       | Inglaterra                  | Earl's Court                |
| 7 de diciembre de 1996      | Londres                       | Inglaterra                  | Earl's Court                |
| 11 de diciembre de 1996     | Mánchester                    | Inglaterra                  | Nynex                       |
| Europa                      |                               |                             |                             |
| 23 de abril de 1997         | Copenhague                    | Dinamarca                   | Forum Copenhagen            |
| 25 de abril de 1997         | Estocolmo                     | Suecia                      | Globe Arena                 |
| 26 de abril de 1997         | Oslo                          | Noruega                     | Oslo Spektrum               |
| 28 de abril de 1997         | Kiel                          | Alemania                    | Ostseehalle                 |
| 29 de abril de 1997         | Berlín                        | Alemania                    | Deutschlandhalle            |
| 1 de mayo de 1997           | Viena                         | Austria                     | Stadthalle                  |
| 4 de mayo de 1997           | Múnich                        | Alemania                    | Olympiahalle                |
| 5 de mayo de 1997           | Stuttgart                     | Alemania                    | Hanns-Martin-Schleyer-Halle |
| 6 de mayo de 1997           | Fráncfort del Meno            | Alemania                    | Festhalle Frankfurt         |
| 9 de mayo de 1997           | Dortmund                      | Alemania                    | Westfalenhallen             |
| 10 de mayo de 1997          | Bruselas                      | Bélgica                     | Forest National             |
| 11 de mayo de 1997          | Róterdam                      | Países Bajos                | Ahoy Rotterdam              |
| 13 de mayo de 1997          | París                         | Francia                     | Zénith de Paris             |
| 14 de mayo de 1997          | París                         | Francia                     | Zénith de Paris             |
| 16 de mayo de 1997          | Zúrich                        | Suiza                       | Hallenstadion               |
| 18 de mayo de 1997          | Londres                       | Inglaterra                  | Wembley Arena               |
| Norteamérica                |                               |                             |                             |
| 19 de julio de 1997         | Maryland Heights, Misuri      | Estados Unidos              | Riverport Amphitheatre      |
| 20 de julio de 1997         | Tinley Park, Illinois         | Estados Unidos              | New World Music Theatre     |
| 22 de julio de 1997         | Mineápolis, Minnesota         | Estados Unidos              | Target Center               |
| 23 de julio de 1997         | Milwaukee, Wisconsin          | Estados Unidos              | Marcus Amphitheater         |
| 25 de julio de 1997         | Clarkston, Míchigan           | Estados Unidos              | Pine Knob Music Theatre     |
| 26 de julio de 1997         | Noblesville, Indiana          | Estados Unidos              | Deer Creek Music Center     |
| 28 de julio de 1997         | Montreal, Quebec              | Canadá                      | Molson Centre               |
| 29 de julio de 1997         | Toronto                       | Canadá                      | Molson Amphitheatre         |
| 31 de julio de 1997         | Mansfield, Massachusetts      | Estados Unidos              | Great Woods Amphitheatre    |
| 2 de agosto de 1997         | Hartford, Connecticut         | Estados Unidos              | Meadows Music Theater       |
| 3 de agosto de 1997         | Holmdel, Nueva Jersey         | Estados Unidos              | PNC Bank Arts Center        |
| 5 de agosto de 1997         | Corfu, Nueva York             | Estados Unidos              | Darien Lake                 |
| 6 de agosto de 1997         | Camden, Nueva Jersey          | Estados Unidos              | Sony Center                 |
| 7 de agosto de 1997         | Bristow, Virginia             | Estados Unidos              | Nissan Pavilion             |
| 9 de agosto de 1997         | Virginia Beach, Virginia      | Estados Unidos              | Virginia Beach Amphitheatre |
| 10 de agosto de 1997        | Raleigh, Carolina del Norte   | Estados Unidos              | Walnut Creek Amphitheatre   |
| 12 de agosto de 1997        | Charlotte, Carolina del Norte | Estados Unidos              | Blockbuster Pavilion        |
| 13 de agosto de 1997        | Atlanta, Georgia              | Estados Unidos              | Lakewood Amphitheatre       |
| 15 de agosto de 1997        | Tampa, Florida                | Estados Unidos              | Ice Palace                  |
| 16 de agosto de 1997        | West Palm Beach, Florida      | Estados Unidos              | Coral Sky Amphitheatre      |